# Манон Леско (роман)
«Істо́рія кавале́ра де Гріє́ і Мано́н Леско́», більш відома під скороченою назвою «Мано́н Леско́» (фр. Histoire du chevalier des Grieux et de Manon Lescaut) — психологічний роман французького письменника Антуана Франсуа Прево, виданий у 1731 році. Сюжет твору розповідає про пристрасне кохання юнака до аморальної жінки, через яке руйнується його життя. Роман одразу набув гучної популярності, через непристойність був заборонений деякий час. Його вважають частково автобіографічним твором.

## Історія
Антуан Франсуа Прево мав сан абата, але замолоду вів неупорядковане життя, що призвело до його розриву з католицькою церквою й еміграції. За кордоном він перейшов у протестанство і вів світське життя, в тому числі мав декілька романів з жінками, серед яких найбільше кохав голландську куртизанку й авантюристку Ленкі. Епізоди з власного життя й лягли в основу його першого короткого роману (до цього часу абат Прево спеціалізувався на написанні багатотомних творів). Про автобіографічні риси «Манон Леско» французький письменник Анатоль Франс висловився наступним чином: 
|  | …він [Прево] ставить собі в заслугу те, що написав твір, який має піти на користь моралі. Не сперечаюсь, ваша правда. Але ці прекрасні ідеї спали вам на думку, дорогий абате, лише після того, як була написана книга. Доки ви водили пером, вас надихали спогади про ваші перші захоплення, — і тільки. |

Роман «Манон Леско» побачив світ у 1731 році в Амстердамі як сьомий том «Щоденника шляхетної людини, що відійшла від світу». У 1733 році в Руані надрукували ще один наклад для столичних книготорговців, але видання позначили як паризьке. Воно одразу набуло популярності, проте влада наказала вилучити і знищити книгу як непристойну. Це не зменшило інтересу до роману, до Франції почали ввозити нелегальні наклади з Голландії. В березні 1734 року на сторінках журналу «За і проти», який видавав Антуан Франсуа Прево, з'явився анонімний відгук на захист роману, написаний літературним критиком Дефонтеном. Проте заборона на видання трималась довго, її було знято лише 1753 року. Тоді вийшло офіційне видання роману в двох томах з численними несуттєвими поправками, за допомогою яких автор намагався пом'якшити непристойні вислови, а також надати образу головного героя більш світського характеру (на той час абат Прево повернувся до католицької церкви і замирився з бенедиктинцями). Оповідь про Манон Леско не була пов'язана з основною частиною «Щоденників», тому отримала статус самостійного твору і стала видаватися окремою книгою.
Відтоді «Історію кавалера де Гріє і Манон Леско» вважають класикою французької літератури. Твір витримав численні перевидання, був перекладений багатьма мовами, включно з українською. Перший український переклад здійснив 1939 року Михайло Рудницький, він побачив світ під назвою «Історія невірної».

## Сюжет

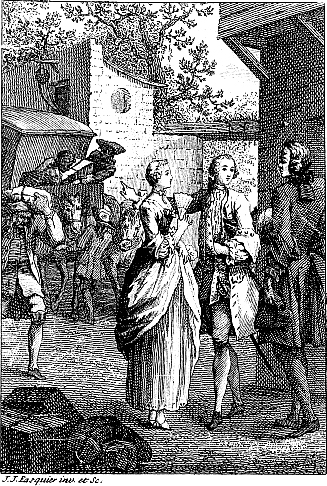
Перша зустріч де Гріє з Манон Леско на поштовій станції.

Оповідач зустрів гурт повій, яких відправляють до американських колоній. Серед них йому впала в око особливо вишукана жінка, яку супроводжує закоханий юнак. Через два роки оповідач знову бачить юнака в тому ж місті в жалюгідному вигляді. Молодий чоловік розповідає автору історію свого кохання (надалі оповідь ведеться від його імені).
17-річний кавалер де Гріє у супроводі вірного друга Тібержа зупиняється на поштовій станції Ам'єна. Тут він миттєво закохується в дівчину, яку батьки відправили до монастиря на перевиховання. Обдуривши доброчесного Тібержа, де Гріє тікає з юнкою до Парижа, щоби негайно обвінчатися з нею. Але вже на півдорозі вступає в гріховний зв'язок, в столиці молодята продовжують жити як коханці. Де Гріє викриває зраду Манон з багатим відкупником, але в цю мить хлопця забирає додому старший брат. Під чуйним батьківським наглядом юнак примиряється з розлукою, вступає до семінарії, де робить неабиякі успіхи.
Через рік де Гріє зустрічає Манон на власному публічному іспиті. Дівчина переконує його, що зрадила вимушено через грошову скруту, але як коханка відкупника вона за рік «заробила» чималу суму і тепер пропонує йому співжиття у достатку. Де Гріє тікає з семінарії й оселяється з коханкою в Шайо. Під час пожежі з їхньої оселі зникають гроші. Де Гріє за посередництвом брата Манон, пана Леско, вчиться шахрайству в картярстві й робить це своїм фахом. Тіберж намагається навернути друга на шлях істини, але той усвідомлює, що без грошей не втримає Манон, сенс життя якої полягає в розвагах і задоволенні. Невдовзі молодят грабує прислуга. Манон зникає. Пан Леско повідомляє коханцю, що влаштував його пасію утриманкою до старого пана де Г… М… Де Гріє умовляє Манон не зраджувати йому, натомість молодята вирішують втекти з авансом пана де Г… М… Наслідками цієї крадіжки стає арешт обох.

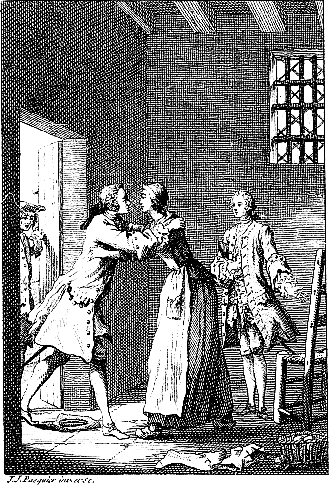
Зустріч де Гріє з Манон Леско в Сальпетрієр.

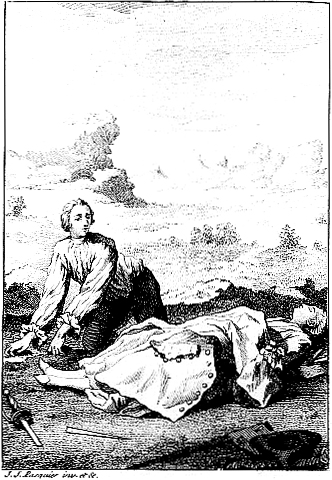
Смерть Манон Леско.

У тюрмі Сен-Лазар де Гріє входить у довіру до настоятеля, бере того в заручники й тікає з в'язниці, вбиваючи при цьому охоронця. Він знайомиться з паном де Т…, за допомогою якого визволяє Манон з жіночої тюрми Сальпетрієр. Де Гріє вкотре позичає гроші у Тібержа й розтринькує їх на вбрання для коханої. Пан де Т… знайомить молодят з сином пана де Г… М… Той закохується у Манон і пропонує їй утримання на умовах значно вигідніших, ніж це пропонував старий розпусник. Молодята змовляються обдурити сина в той же спосіб, що і батька. Та на місце зустрічі замість Манон прибуває дівчина, яку прислали як компенсацію за втрачену коханку. Де Гріє усвідомлює, що його ганебно зрадили і обдурили. Він проникає до кімнати Манон і переконує її втекти з грошима. Вітрогонці спадає на думку утнути над молодим де Г… М… останній жарт. Поки того утримують найняті молодятами знайомі, коханці хочуть розважитись у ліжку нездалого бабія. Але за збігом обставин до кімнати заходить старий де Г… М…
З чергового ув'язнення де Гріє рятує рідний батько. За допомогою пана де Т… молодик планує визволення коханої, яку в гурті повій конвоюють до Гавра, щоби доправити в Америку. Напад на конвой зазнає краху, де Гріє зважується на еміграцію заради коханки. Разом з Манон він прибуває до Нового Орлеану (на той час села). Губернатор хоче віддати Манон Леско своєму племінникові Сіннеле. Де Гріє тяжко ранить суперника в поєдинку, і будучи переконаним, що скоїв вбивство, рятується з Манон втечею у дикі краї. Змучена злиденним життям кохана помирає у дорозі. Де Гріє повертають до колонії, звідки він відпливає до Франції.

## Персонажі
Кавалер де Гріє — 17-річний юнак, кавалер Мальтійського ордену (тобто зв'язаний целібатом). Вирізняється природною доброчесністю, нахилами до духовної діяльності, доброю освітою і вихованням. Попри ці чесноти його вдачі притаманна безвідповідальність, недалекоглядність, слабка воля, яка настільки часто програє у змаганні з плотською пристрастю, що зрештою перетворює молодика на злодія і невдячного зрадника по відношенню до батька і друга Тібержа.
Манон Леско — ровесниця де Гріє, надзвичайно приваблива, але морально нестійка. Дівчина не позбавлена доброчесності, вона усвідомлює наслідки гріха і кримінальних злочинів, а тому намагається жити чесно і по-своєму проявляє наївну відданість коханцю. Головна вада Манон — гедонізм, вона не здатна жити скромно і без розваг, їй не властива стриманість, ощадливість, натомість вона має риси маніпуляторки (за будь-яких обставин знімає з себе вину).
Тіберж — друг де Гріє, семінарист, на кілька років старший за нього. Вірний, тактовний, мудрий і відданий. Протягом усієї історії він чи не єдине джерело мудрих порад для де Гріє, незмінно виручає його з усіх скрут, не рахуючись з власними потребами, невдячністю друга, відмінностями у стилі життя й думках.
Пан Леско — брат Манон, гвардієць. Аморальний молодик, який не гребує шахрайством, живе на утриманні у сестри або ж вирішує фінансові проблеми, вдаючись до фактичного сутенерства. Гине через помсту ошуканого товариша.
Пан де Г… М… (старший і молодший) — два розпусники, чиї імена залишаються невідомими. Кожен в свою чергу купує Манон, спокусившись її красою, і пропонує співжиття на умовах повного утримання.
Батько де Гріє — безіменний літній чоловік, що проявляє по відношенню до свого молодшого сина мудру батьківську суворість в поєднанні з чуйним розумінням його проблем. Віддано розв'язує життєві негаразди невдячного юнака.
Пан де Т… — син начальника тюрми, якого з де Гріє пов'язує миттєва, але віддана дружба. Проявляє шляхетність у складній ситуації з викраденням Манон молодшим паном де Г… М… (пан де Т… одночасно друг і де Гріє і де Г… М…).

## Аналіз твору
Спочатку Антуан Франсуа Прево хотів викласти цю історію як частину спогадів маркіза де Ренокура, від імені якого ведеться оповідь у «Щоденнику шляхетної людини, що відійшла від світу». За романом, оповідач (маркіз) зустрівся з де Гріє перед своїм від'їздом до Іспанії, а потім вдруге за два роки, тобто за хронологією дія «Манон Леско» розгортається приблизно між 1712 і 1717 роками. На цій підставі оповідь мала бути включена до третього тому «Щоденника», однак з огляду на те, що сюжет роману не пов'язаний з мемуарами де Ренокура безпосередньо, абат Прево видав його як сьомий том «Щоденника», а згодом він перетворився на окрему книгу.
Хронологія свідчить про автобіографічний характер твору, оскільки сам абат Прево відкрив для себе Париж у 1711—1712 роках (співставлення з зав'язкою сюжету), потім через відхід від церкви змушений був рятуватися втечею з Франції (аналогія до заслання в Америку), а повернувся після амністії у 1716 році. Водночас, прикінцева частина роману дає підстави думати, що роботу над ним було розпочато не під час вигнання автора, а значно пізніше, оскільки Новий Орлеан почав існувати як місто з 1722 року, а його населення досягло 900 осіб у 1726 році. За сюжетом, в колонії на момент прибуття туди де Гріє і Манон було 500—600 мешканців, тобто заслання головних героїв можна датувати 1724—1725 роком. На користь автобіографічності свідчать і деякі риси кавалера де Гріє: наявність у нього звання лицаря духовного ордену — абат Прево на момент свого відступництва був бенедиктинським ченцем; навчання у семінарії — Прево вивчав богослів'я і викладав у колежі; палка закоханість у корисливу дівчину, що вже себе скомпрометувала (Манон була вислана до монастиря «на перевиховання»), — у вигнанні Прево кохав куртизанку Ленкі, заради ненаситних потреб якої змушений був багато працювати.
Роман «Манон Леско» являє собою цікавий об'єкт для психологічних досліджень. Характери головних героїв показують, що злої волі ані де Гріє, ані Манон не мають. Обидва впадають у перший гріх через пристрасть, маючи добрий намір обвінчатися, обидва застрягають у гріховному співжитті через брак волі, ініціативи, життєвого досвіду (хлопець і дівчина просто не знають як заробляти на життя в столиці без батьківської допомоги, як розбудовувати власну сім'ю). Лінія долі обох головних героїв дещо відмінна. Де Гріє часто втрачає коханку, фортуна наче намагається повернути його до благочесного життя і цьому сприяють близькі люди (батько, який прощає синові, вірний Тіберж, який завжди приходить на допомогу, духовний настоятель тюрми, який приховує замах на його власне життя, друзі, які постійно зичать гроші). Манон же «щастить» навпаки: їй завжди трапляється нагода вдовольнити непомірні фінансові забаганки за рахунок багатого чоловіка, охочого до її принад, які вона невимушено продає тому, хто більше заплатить. Тут письменник показує руйнацію особистості через різні причини: у де Гріє це патологічна прив'язаність до коханки попри повне усвідомлення юнаком недостойності її поведінки (недарма він виправдовується браком волі — єрессю янсенізму), у Манон Леско — через гедоністичне поклоніння перед розкошами і задоволеннями. Звільнення від почуттів, що поневолюють обох, відбувається вже у засланні, коли молодята починають жити у бідності.
Мотив постійних зрад достойних осіб і повернення до них з каяттям є алюзією на біблійну притчу про блудного сина. Подібно до того, як батько у притчі милує гулящого сина, так і в «Манон Леско» де Гріє постійно користується прощенням різного роду «батьків»: свого біологічного отця, друга Тібержа (майбутнього священника), настоятеля тюрми (отця-ченця). Вражає різноманіття і глибина цих зрад, адже де Гріє часто вдається до допомоги близьких, з шокуючим цинізмом розраховуючи на їхню приязнь, любов, гаманець, відданість, якої він не заслужив.
Для яскравої передачі характеру героїв Антуан Франсуа Прево послуговувався відповідною мовою. У романі він використав вислови, які на момент його написання вважалися сміливими, непристойними, цинічно відвертими. Саме ця письменницька манера і стала причиною заборони першого видання «Манон Леско». Пізніше письменник дещо пом'якшив їх звучання, наприклад, замість фрази «Провести ніч з такою дівчиною, як Манон…» писав «Домогтися прихильності такої дівчини…».

## Значення
Роман «Манон Леско» став найвідомішим у творчому доробку абата Прево, який був вельми плідним письменником. Твір був визнаний класикою французької літератури. Про «Манон Леско» із захопленням відгукувались багато французьких романістів пізніших часів. Сюжет твору став основою для численних переробок і наслідувань, за його мотивами були створені інші мистецькі твори. З них відомі такі:

### Театр
1941 — «Манон Леско», п'єса чеського драматурга Вітезслава Незвала. він же видав у 1945 році віршовану збірку «Балади Манон».

### Хореографія
- 1830 — «Манон Леско», балет Жана-П'єра Омера;
- 1974 — «Історія Манон», балет Кеннета Макміллана.

### Музика
- 1856 — «Манон Леско», опера Даніеля Франсуа Еспріта Обера;
- 1884 — «Манон», опера Жуля Массне;
- 1893 — «Манон Леско», опера Джакомо Пуччіні;
- 1894 — «Портрет Манон», опера Жуля Массне;
- 1951 — «Бульвар Самотності», опера Ганса Вернера Генца.

### Кінематограф
- 1912 — «Манон Леско», французький фільм д'Альберта Капеллані;
- 1914 — «Манон Леско», американський фільм Герберта Галла Вінслоу;
- 1918 — «Манон Леско», італійський фільм Маріо Гарджуло;
- 1926 — «Манон Леско», німецький фільм Артура Робінсона;
- 1940 — «Манон Леско», італійський фільм Карміна Галлоне;
- 1949 — «Манон», фільм Анрі-Жоржа Клузо;
- 1954 — «Кохання Манон Леско», італійський фільм Маріо Коста;
- 1968 — «Манон 70», французький фільм Жана Ореля;
- 1981 — «Манон», японський фільм Йоїчі Хігаші.

### Телебачення
- 1975 — «Манон Леско», телевізійний серіал Сандро Больчі;
- 1978 — «Історія кавалера де Гріє і Манон Леско», телевізійний серіал Жана Деланнуа;
- 1980 — «Манон Леско», телевізійна адаптація опери Джакомо Пуччіні;
- 1983 — «Манон Леско», телевізійна адаптація опери Джакомо Пуччіні;
- 1990 — «Манон Леско», телевізійний серіал Ліліани Кавані й Мануеля Крівеллі;
- 1998 — «Манон Леско», телевізійний серіал П'єра Журдана;
- 2005 — «Манон Леско», телевізійний серіал Фелікса Брайзаха;
- 2011 — «Манон Леско», телевізійний серіал Габріеля Агіона.